# سلنید ایندیم (III)
سلنید ایندیم(III) (به انگلیسی: Indium(III) selenide) با فرمول شیمیایی In۲Se۳ یک ترکیب شیمیایی با شناسه پاب‌کم ۱۶۶۰۵۵ است. که جرم مولی آن 466.516 g/mol می‌باشد. شکل ظاهری این ترکیب، بلورهای جامد سیاه است.